# Secondo ponte di Nanchino
Il Secondo ponte di Nanchino (in cinese: 南京长江第二大桥, in pinyin: Nánjīng Chángjiāng dìèr dàqiáo) è un ponte strallato che attraversa il fiume Yangtze a Nanchino in Cina. 
Il ponte lungo 628 metri viene attraversato dalla superstrada G36 Nanchino – Luoyang. Al termine della sua costruzione fu il terzo ponte strallato per lunghezza della campata più lungo del mondo.
Il ponte collega il distretto di Qixia a sud-est del fiume all'isola di Bagua.